# Средняя школа № 19 (Минск)
Средняя школа № 19 была основана в Минске в 1919 году. Сохранилась копия решения Минского магистрата об открытии школы.

## История
Во время Великой Отечественной войны в помещении школы находился немецкий госпиталь. С 1945 года школа носит имя классика белорусской литературы Я. Купалы.
В школе имеется музей, в четырёх залах которого представлена её история. Первых посетителей музей принял ещё в 1976 году. Музей основан учителем истории Р. В. Триченко и учителем географии В. М. Геллер-Данилович на основе собранной организованным в 1975 году «клубом следопытов, искателей отцовских подвигов» КСИОП-19" информации. В 1980 году за пропаганду истории и культуры Беларуси, за воспитание детей и молодежи на примере лучших боевых и трудовых традиций белорусского народа школьному музею было присвоено звание «Народный музей».
В 1974 году школа получила статус « школа с углубленным изучением математики». У истоков этих событий был директор Гуд В. П.
Путевку в жизнь за 70 лет послевоенного времени получили более 15000 выпускников.
Сегодняшние выпускники выбирают в основном технические специальности в Белорусском государственном университете информатики и радиоэлектроники, Белорусском национальном техническом университете, Белорусском государственном университете.
Есть спортивный комплекс, включающий три спортивных зала, хоккейную площадку, стадион с футбольным полем, баскетбольно-гандбольную площадку, теннисные корты, трибуны для зрителей.